# Ulica Gliwicka w Tarnowskich Górach
Ulica Gliwicka w Tarnowskich Górach – jedna z głównych ulic w Tarnowskich Górach, która rozpoczyna swój bieg w centrum miasta, łączy je z dzielnicą Repty Śląskie i prowadzi aż do granicy Tarnowskich Gór z Bytomiem.
Ulica odchodzi od południowo-zachodniego naroża tarnogórskiego Rynku i do skrzyżowania z ulicami Kardynała Wyszyńskiego i Legionów przebiega przez zabytkowe śródmieście Tarnowskich Gór jako droga gminna. Jej dalsze odcinki mają status drogi powiatowej oraz drogi krajowej i przebieg w kierunku południowo-zachodnim.
Jest to jedna z najstarszych ulic miasta; powstała wraz z jego założeniem w XVI wieku. Wznoszą się przy niej najstarsze budynki w mieście, które współcześnie wpisane są do rejestru zabytków (m.in. część kamienic podcieniowych, Dom Florczaka, Dom Gwarka oraz kościoły: św. Piotra i Pawła i św. Anny), jak również inne obiekty, które figurują w gminnej ewidencji zabytków.
Ulicą kursują autobusy komunikacji miejskiej organizowane przez Zarząd Transportu Metropolitalnego.

## Przebieg
Ulica rozpoczyna się w centrum miasta i odchodzi od południowo-zachodniego naroża tarnogórskiego Rynku. Z tego miejsca droga biegnie w kierunku południowym, by po 40 metrach skręcić w stronę zachodnią. Po kolejnych 60 metrach, na skrzyżowaniu z ulicami Dolną i Ratuszową, ponownie kieruje się na południe. Przecina plac Gwarków, krzyżuje się z ulicą Teofila Królika, a następnie – na oddanym do użytku w 2010 roku rondzie NSZZ „Solidarność” – z ulicami: Legionów i Kardynała Stefana Wyszyńskiego . Na tym odcinku stanowi drogę gminną klasy Z nr 270 049 S.
Przez następne 814 metrów jako droga powiatowa klasy G nr 3274 S przyjmuje ostatecznie kierunek południowo-zachodni. Mija m.in. kościół i cmentarz parafii św. Anny oraz cmentarz żydowski, po czym przecina ulicę Obwodnicę i staje się częścią drogi krajowej nr 78 (drogi jednojezdniowej klasy GP na odcinku Gliwice – Tarnowskie Góry). Mija dawną kolonię dla bezrobotnych przy ul. Szczęść Boże oraz Kolonię Staszica, a dalej przebiega przez położoną w dzielnicy Repty Śląskie miejscowość Nowe Repty. Tam ulica Gliwicka krzyżuje się m.in. z biegnącą w kierunku zachodnim ulicą Wincentego Witosa (droga powiatowa nr 3221 S, łącząca Tarnowskie Góry z Ptakowicami) oraz kierującą się na wschód ulicą Stefana Żeromskiego (droga powiatowa nr 3305 S). Swój bieg kończy na granicy administracyjnej miasta, a jej kontynuacją jest ul. Żołnierska w Bytomiu-Górnikach.
Kręty przebieg początkowego odcinka ulicy wynika z powstawania szybów wydobywczych w XVI wieku, w pierwszych latach istnienia miasta, w samym jego centrum; gdy podczas budowy domu natrafiano na nowe złoże kruszcu, stawiano tam szyb, a dom oraz zabudowania gospodarcze i przylegającą ulicę przenoszono kilkanaście metrów dalej.

## Nazwa
Droga łącząca powstałe w XVI wieku Tarnowskie Góry z Gliwicami od początku istnienia miasta nazywana była „ulicą gliwicką” bądź „drogą gliwicką”. Swoją oficjalną nazwę Gleiwitzerstraße zyskała dopiero w drugiej połowie XIX wieku, kiedy to urzędowo nadano nazwy wszystkim ulicom w mieście.
25 maja 1925 roku – trzy lata po przyłączeniu Tarnowskich Gór do II Rzeczypospolitej – w ramach akcji zmieniania niemieckich nazw ulic i placów na polskie – ulicy oficjalnie nadano nazwę ulica Gliwicka. W latach II wojny światowej przywrócono nazwę Gleiwitzerstraße. Od 1945 ponownie jest ona pod nazwą ulica Gliwicka.
Do 1990 roku fragment ulicy na terenie dzielnicy Repty Śląskie nosił nazwę ul. Manifestu Lipcowego .

## Historia

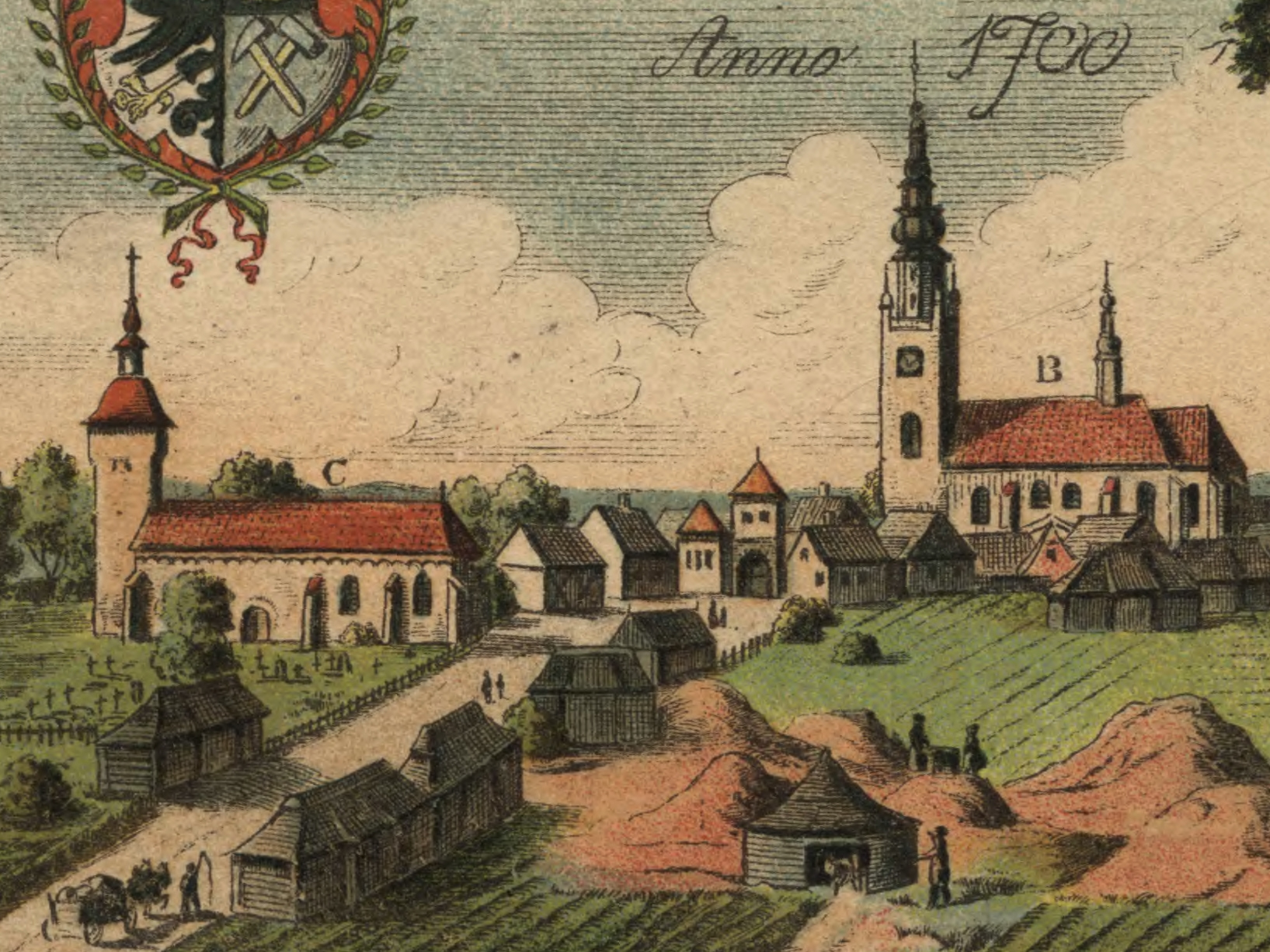
Fragment pocztówki Paula Knötela z 1900 roku przedstawiającej miasto ok. 1700 roku. Widoczne (od lewej): cmentarz i kościół cmentarny św. Anny, Brama Gliwicka i odchodząca od niej droga (obecna ul. Gliwicka), kościół parafialny (św. Piotra i Pawła)

Ulica Gliwicka to jedna z najstarszych ulic Tarnowskich Gór. Powstała wraz z założeniem miasta w 1526 roku i odchodziła od pierwszego tarnogórskiego rynku (obecnie plac Gwarków), biegnąc w kierunku południowo-zachodnim ku Bramie Gliwickiej (zwanej również Bramą Wrocławską) – jednej z trzech bram miejskich służących głównie do celów fiskalnych (pozostałymi były Brama Krakowska u wylotu ul. Krakowskiej oraz Brama Lubliniecka w miejscu obecnego zbiegu ulic Opolskiej i Sobieskiego).
Najprawdopodobniej w latach 1523–1525 na jednej z działek między tym placem a ul. Gliwicką wybudowano niewielką katolicką kaplicę, na fundamentach której w 1529 roku luteranie zbudowali pierwszy kościół drewniany, wokół którego założono cmentarz, po drugiej stronie ul. Gliwickiej powstała zaś plebania. Już dwa lata później, po wielkim pożarze miasta w 1531 roku, drewnianą świątynię zastąpiono nową, murowaną (obecny kościół św. Ap. Piotra i Pawła), którą w kolejnych latach rozbudowywano (w 1545 roku powiększono prezbiterium, a w latach 1560–1563 dobudowano wieżę, która w stanie niemal niezmienionym zachowała się do dziś). Z powodu przechowywania materiałów budowlanych niezbędnych do rozbudowy kościoła na niewielkim starym cmentarzu, jak również ze względu na jego przepełnienie oraz istniejące zagrożenie epidemiczne, w 1559 roku po zachodniej stronie ul. Gliwickiej, za Bramą Gliwicką (extra muros – za miastem) założono nowy cmentarz.
Jednocześnie, ze względu na zwartą zabudowę placu obok kościoła, po 1531 roku ulicę przedłużono o ok. 200 metrów w kierunku północnym, aby wybudować przy niej m.in. siedzibę urzędu górniczego – tzw. Dom Florczaka (ul. Gliwicka 6), który był pierwszym murowanym budynkiem w mieście. W następnych latach ulicę wydłużono o kolejne 150 metrów w kierunku północno-wschodnim, wytyczając na jej końcu nowy, obszerny rynek. W drugiej połowie XVI wieku w jego zachodniej pierzei oraz na odchodzącym od niego odcinku ulicy Gliwickiej powstawać zaczęły okazałe piętrowe kamienice z otwartymi arkadami sklepionych podcieni (ul. Gliwicka 1, 3 i 5 oraz Rynek 17 i 18). W 1598 roku wzniesiono tzw. Dom Gwarka (ul. Gliwicka 2). Według ustaleń dr Danuty Szlachcic-Dudzicz na podstawie danych z aktów własności z lat 1570–1580, przy ul. Gliwickiej w tym okresie znajdowało się ogółem 25 domów, z czego 3 należały do „bardzo bogatych mieszczan”, 4 do „bogatych mieszczan”, 7 do „średnio zamożnych mieszczan”, a 1 był własnością miasta.

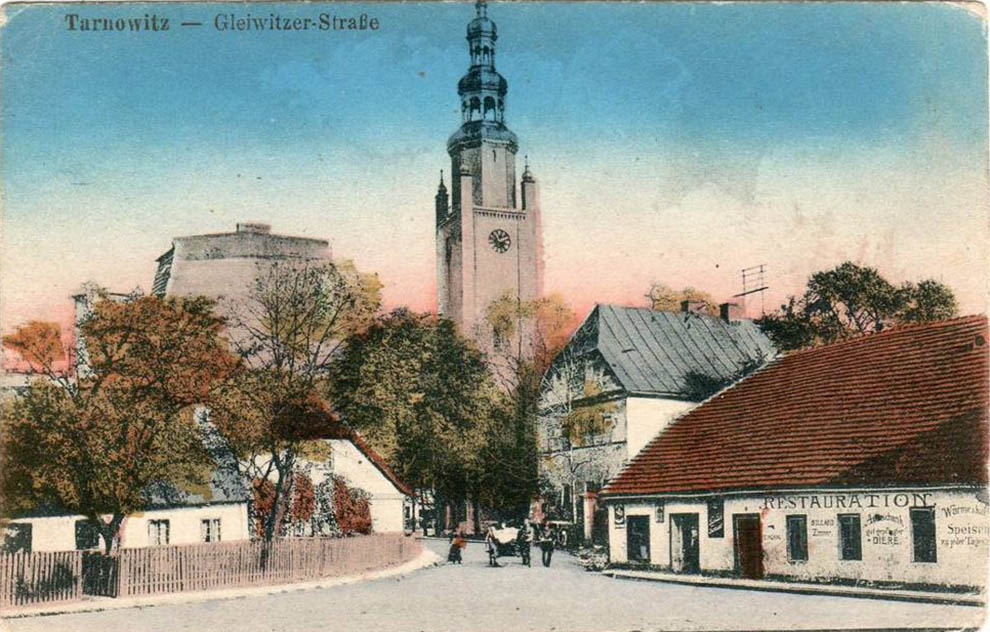
Ulica Gliwicka z kościołem św. Piotra i Pawła na pocztówce z ok. 1920 roku

Systematyczny wzrost liczby protestantów w mieście i jego okolicy w kolejnych dziesięcioleciach spowodował konieczność budowy drugiego kościoła; powstał on w latach 1617–1619 na nowym cmentarzu z fundacji burmistrza Jakuba Gruzełki oraz mieszczki Goske jako kościół pogrzebowy św. Jakuba (od 1630 roku kościół św. Anny). W 1707 roku dobudowano do niego zakrystię, a kolejne jego przebudowy miały miejsce w latach 1846–1847 oraz w roku 1928.
Od 1538 roku w mieście funkcjonował również szpital. Znajdował się on w budynku położonym tuż za Bramą Gliwicką i działał do lat 60. XIX wieku. Po 1907 roku budynek ten rozebrano, a w jego miejscu wybudowano Willę Piestraka (ul. Gliwicka 24).
Oficjalnie w 1629, a faktycznie w 1634 (kościół parafialny) i 1653 roku (kościół cmentarny) świątynie przejęte zostały przez katolików. W latach 1723–1724 do kościoła parafialnego dobudowano kaplicę św. Barbary, ostatecznie wykończoną w 1730 roku. W 1798 roku na wieży umieszczono nowy hełm, w latach 1848–1851 świątynię gruntownie przebudowano, a w 1873 roku wybudowano nową plebanię (ul. Gliwicka 14); wcześniej – w 1818 roku – zbudowana została również wikarówka (ul. Gliwicka 16).
Z 1736 roku pochodzi jedna z najstarszych zachowanych map, na których pojawia się droga łącząca Tarnowskie Góry z Gliwicami, której częścią jest obecna ulica Gliwicka – mapa księstwa opolskiego autorstwa Iohannesa Wolfganga Wielanda. Natomiast najstarszy zachowany plan obejmujący fragment obecnego tarnogórskiego śródmieścia, wraz z początkowym odcinkiem ul. Gliwickiej, pochodzi z 1797 roku. Jest to projekt budowy pierwszego w mieście wodociągu prowadzącego od 40-calowej maszyny parowej ustawionej na szybie „Reden” (rejon obecnej ul. Skośnej), wzdłuż ul. Gliwickiej, aż do zbiornika wody na rynku. Wodociąg ten uruchomiono 19 października 1797 roku i działał on przez 11 lat.

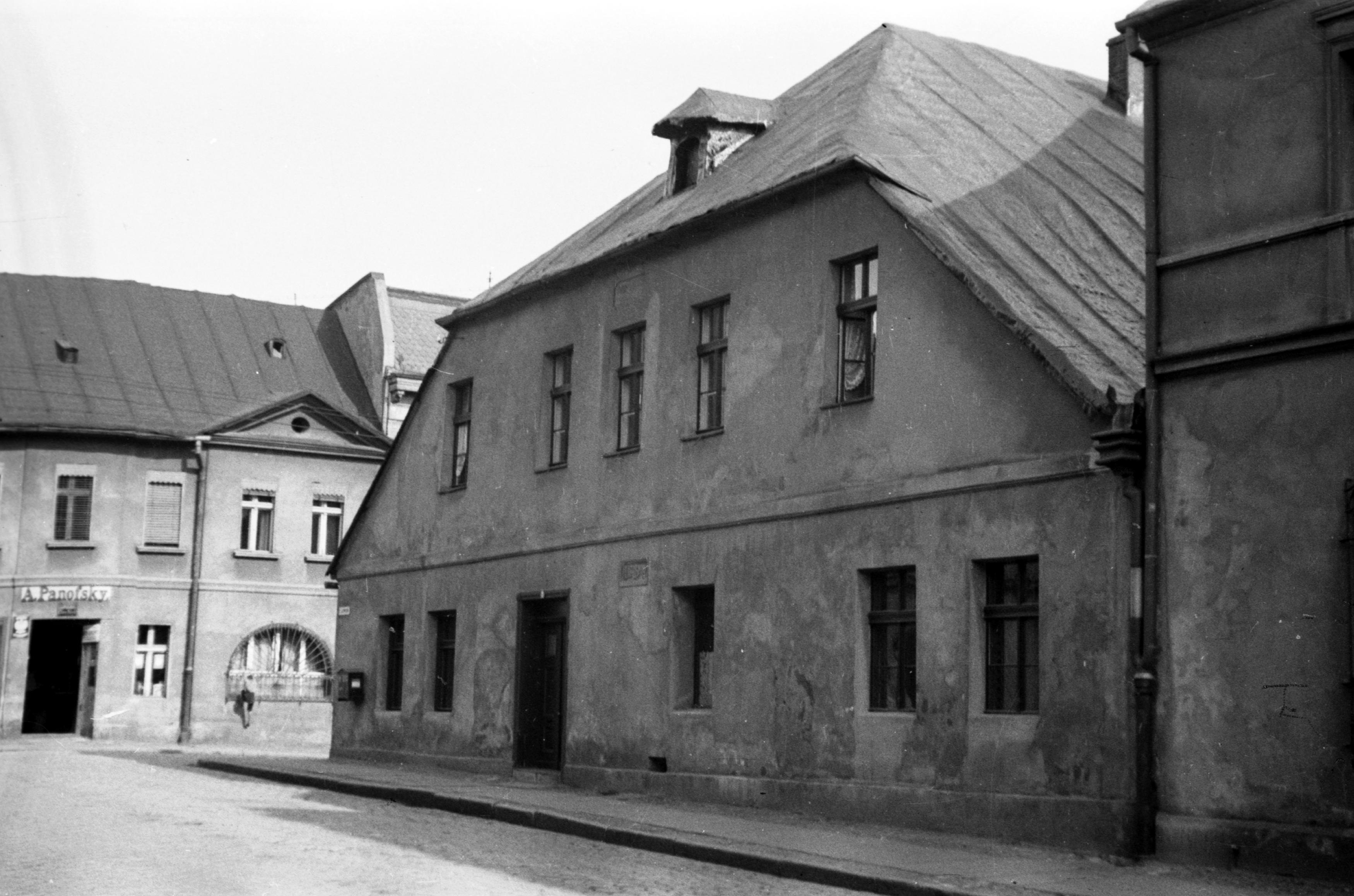
Dom Gwarka przy ul. Gliwickiej 2 w 1933 roku

W 1754 roku na potrzeby szkoły ewangelickiej przeznaczono budynek przy obecnej ulicy Gliwickiej 2 (tzw. Dom Gwarka); działalność szkolna była w nim prowadzona przez równe 100 lat – do 1854 roku. W 1856 roku dom stał się własnością Josepha Lukaschika i został włączony do kompleksu zabudowań założonej przez niego w 1845 roku fabryki mydła. Szkoła katolicka natomiast funkcjonowała przy kościele św. Piotra i Pawła, w budynku przy obecnej ulicy Gliwickiej 18.
W 1818 roku ulica została utwardzona i wybrukowana, a w 1832 roku rozebrano stojącą od XVI wieku u zbiegu ulic Gliwickiej i Wyszyńskiego Bramę Gliwicką – ostatnią z trzech dawnych bram miasta. Na jej miejscu pozostawiono jedynie rogatkę do poboru myta. W latach 1837–1838 przebudowano i utwardzono całą szosę prowadzącą do Gliwic, której śladem biegnie współczesna ul. Gliwicka. Również w 1837 roku, u zbiegu ulicy Gliwickiej i Ratuszowej założono pierwszą w mieście drukarnię (Robert Reimann Buchdruckerei, następnie Charlotte Reimann Buchdruckerei) której nakładem aż do czasu I wojny światowej wydawany był tygodnik „Tarnowitzer Wochenblatt”.
W 1822 roku, daleko poza granicami ówczesnego miasta, po wschodniej stronie szosy do Gliwic założono cmentarz żydowski. W 1859 roku nekropolia została powiększona, zaś w 1874 roku wzniesiono dom przedpogrzebowy, który rozbudowano w 1894 roku.

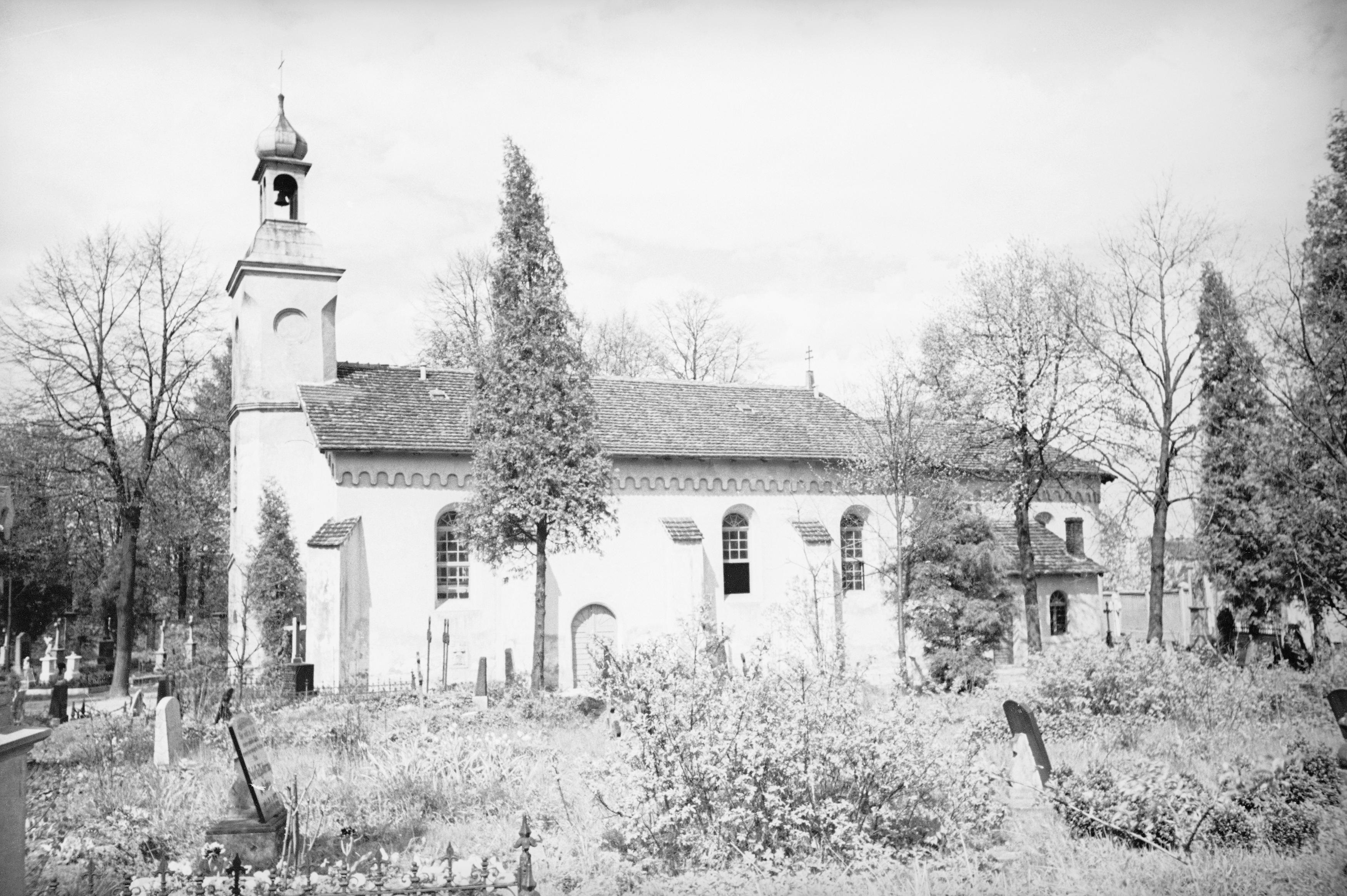
Kościół św. Anny w 1937 roku

W latach 1857–1892 w budynku przy ul. Gliwickiej 25 mieściła się siedziba szkoły górniczej przeniesionej z tzw. Domu Cochlera przy rynku, a w latach 1870–1874 w tym samym gmachu działała szkoła realna, której dyrektorem był przyrodnik, dr Paul Wossidlo. W 1870 roku do miasta przybyły siostry boromeuszki z Trzebnicy. W 1878 roku ich Zgromadzenie nabyło od mistrza górniczego Edwarda Capella dom przy obecnej ul. Gliwickiej 22, który po rozbudowie zaadaptowany został na Zakład św. Józefa (niem. Joseph-Stift; obecnie Dom Pomocy Społecznej dla Dorosłych).
W XIX wieku po obu stronach obecnej ulicy Gliwickiej, między Reptami a Stolarzowicami działała kopalnia galmanu „Planeta” (niem. Planet-Grube) uwieczniona na jednej z filiżanek słynnego Serwisu Carnalla .
Po I wojnie światowej i przyłączeniu Tarnowskich Gór do Polski w 1922 roku, kościół św. Anny stał się kościołem garnizonowym (według innych źródeł był on jedynie tzw. kapelanią pomocniczą podporządkowaną parafii garnizonowej w Lublińcu) . W 1932 roku przeorganizowano przylegający do świątyni cmentarz, zmieniając układ grobów i ścieżek oraz burząc barokową kaplicę rodziny Ehr. W 1938 roku tarnogórski magistrat podjął decyzję o budowie ogródka jordanowskiego na pogórniczym terenie o powierzchni 10,5 ha po wschodniej stronie szosy gliwickiej. Budowa kompleksu wielokrotnie była przerywana, aż została całkowicie wstrzymana przez wybuch II wojny światowej. Inwestycję dokończono i oddano do użytku pod koniec 1945 roku; w budynku od tego czasu działa młodzieżowy dom kultury .
W latach 1952–1996 narożna kamienica podcieniowa przy ul. Gliwickiej 5 była siedzibą Archiwum Państwowego w Tarnowskich Górach podlegającego Wojewódzkiemu Archiwum Państwowemu w Katowicach.
W styczniu 2018 roku w ramach projektu tzw. Srebrnej Drogi, na gminnym odcinku ulicy Gliwickiej zostało wymienione oświetlenie. Stare sodowe lampy jarzeniowe zastąpiono latarniami LED-owymi o świetle białym, mającym symbolizować wielowiekowy związek miasta z górnictwem rud srebronośnych.

## Zabytki

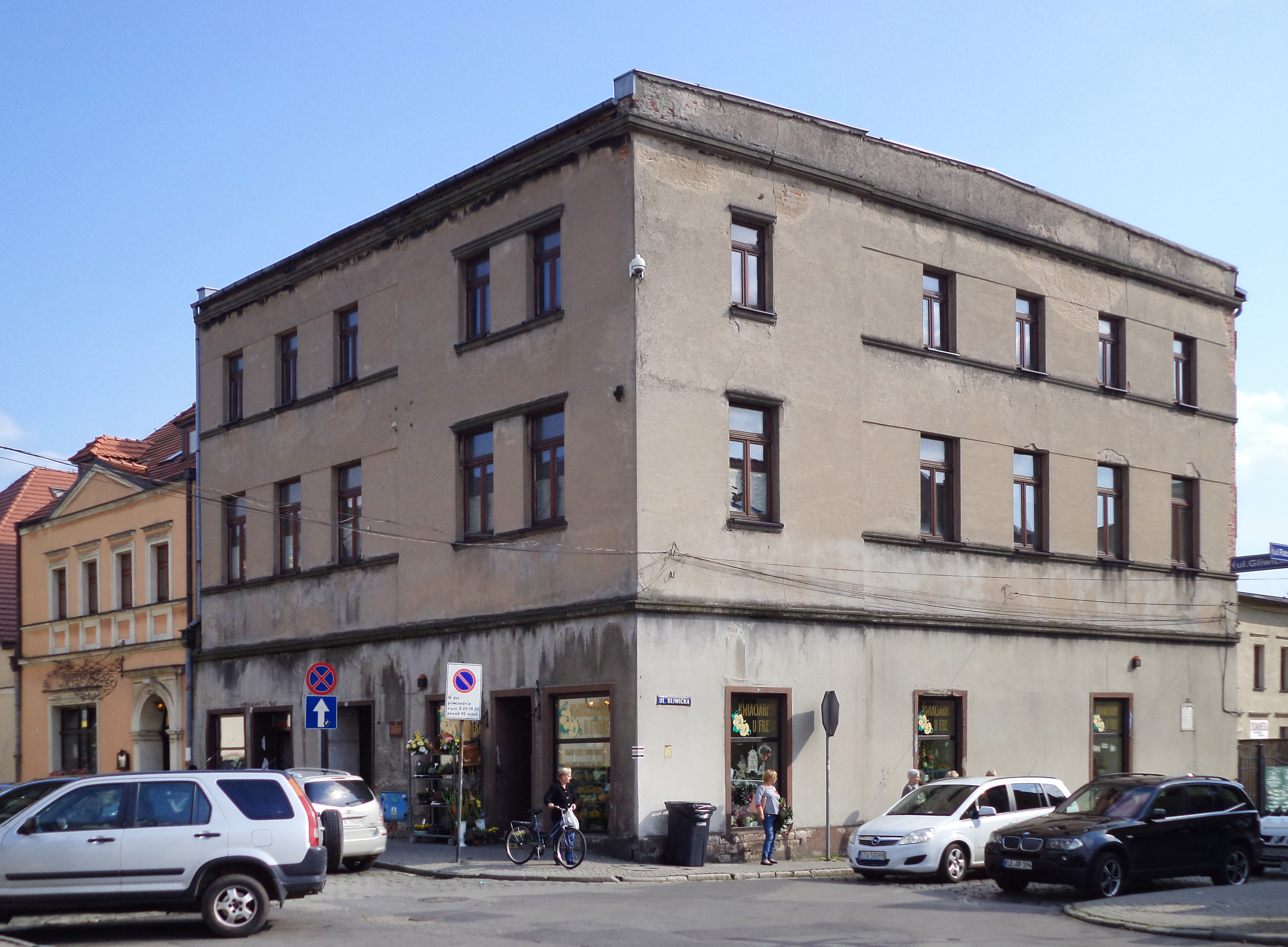
Dom Florczaka przy ul. Gliwickiej 6

Do najstarszych zabytków znajdujących się przy ul. Gliwickiej należą domy wzniesione obok szybów wydobywczych w początkowym okresie powstawania miasta w XVI wieku. Pomimo częściowych przebudów budynki te zachowały swe pierwotne mury, sklepione kolebkowo pomieszczenia i piwnice. Budynki pod numerami 1, 3 i 5 wchodzą w skład zabudowy podcieniowej; w piwnicy domu przy ul. Gliwickiej 3 zachowały się odrzwia z gmerkiem budowniczego, zaś narożna kamienica pod numerem 5 – przebudowana w XIX wieku – ma klasycystyczną elewację południową, z trójkątnym szczytem z wolim okiem pośrodku, poniżej znajduje się okrągły medalion ze sceną zabawy dwojga dzieci, a w dwóch niszach po jego bokach ustawione są figury Hebe i Demeter lub Persefony.
Budynki stojące naprzeciwko – pod numerami 2 (tzw. Dom Gwarka) i 4 (tzw. Dom Kopackiego) – zrujnowane po II wojnie światowej i przeznaczone do rozbiórki, przetrwały do czasów współczesnych dzięki zaangażowaniu Stowarzyszenia Miłośników Ziemi Tarnogórskiej, które obrało je za swoją siedzibę. W drugim z budynków w 2021 roku założono hostel „Młotek i Perlik” nawiązujący nazwą do mydła będącego sztandarowym produktem wytwarzanym niegdyś w zakładzie Josepha Lukaschika.
Narożny budynek pod numerem 6 – Dom Florczaka – według tradycji stać ma w miejscu odkrycia przez Chłopa Rybkę pierwszej bryły srebronośnego kruszcu, co miało nastąpić w 1490 lub 1519 roku. Po licznych przebudowach na przestrzeni lat budynek zatracił swój pierwotny wygląd, zachowała się jednak część piwnic, a w sieni na stropie z rozetą widoczna jest data 1664 – prawdopodobnie jednej z przebudów.

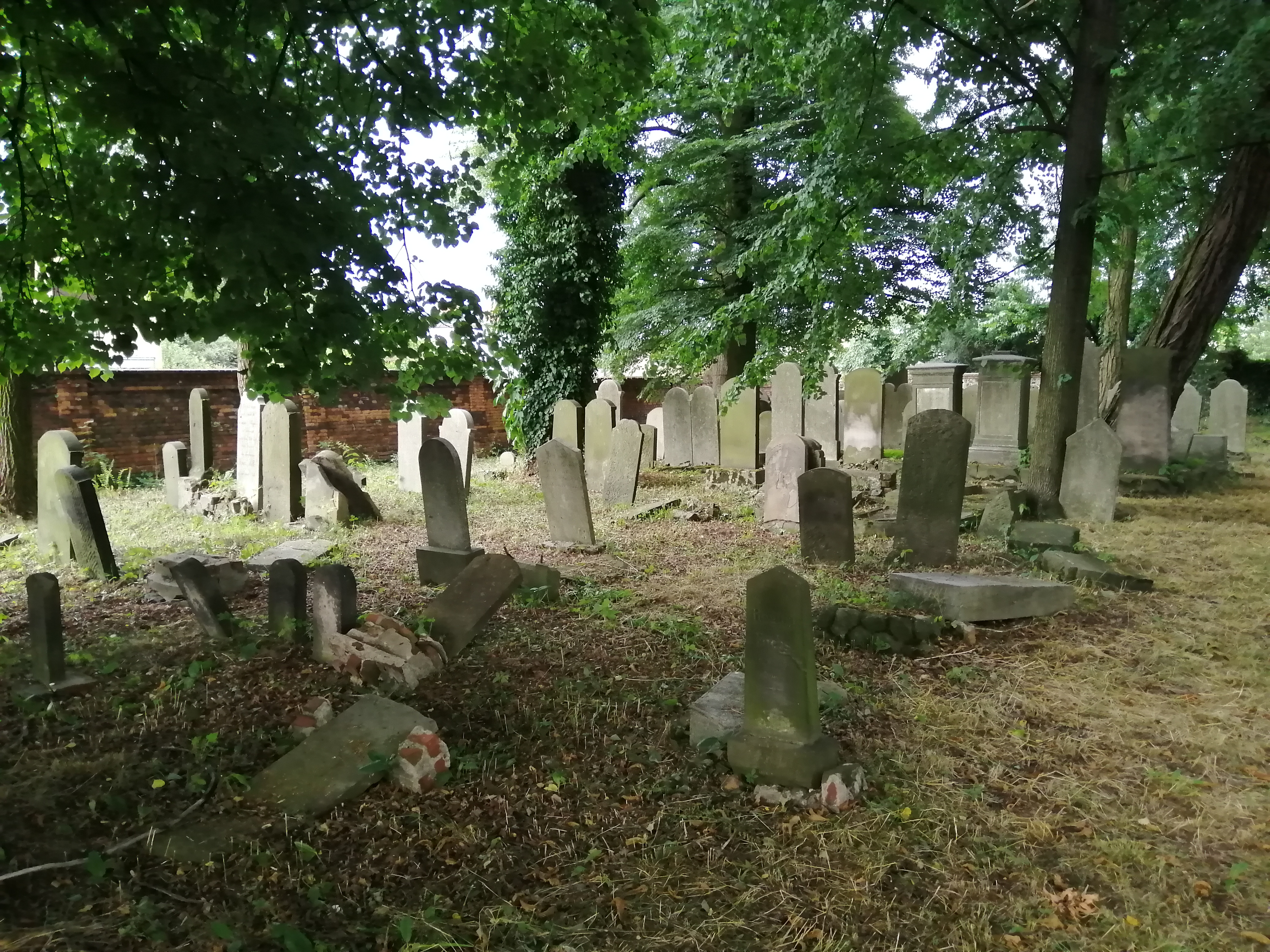
Cmentarz żydowski przy ul. Gliwickiej 66

Wszystkie te obiekty 15 kwietnia 1966 roku zostały wpisane do rejestru zabytków  : ul. Gliwicka 1 – nr rej. 616/66, ul. Gliwicka 2 – nr rej. 617/66, ul. Gliwicka 3 – nr rej. 618/66, ul. Gliwicka 4 – nr rej. 619/66, ul. Gliwicka 5 – nr rej. 620/66, ul. Gliwicka 6 – nr rej. 621/66.
W rejestrze zabytków figurują również zabytki sakralne  :
- kościół Świętych Apostołów Piotra i Pawła – nr rej. 611/66 z 15 kwietnia 1966 roku,
- kościół św. Anny – nr rej. 622/66 z 27 kwietnia 1966 roku,
- cmentarz żydowski wraz z domem przedpogrzebowym oraz ogrodzeniem cmentarza – nr rej. A/742/2021 z 7 stycznia 2021 roku.

Ponadto cały początkowy odcinek ul. Gliwickiej od Rynku aż do ronda NSZZ „Solidarność” znajduje w granicach układu urbanistycznego obecnego śródmieścia Tarnowskich Gór wpisanego do rejestru zabytków (nr rej. 610/66 z 27 kwietnia 1966 roku) . Ulica ma na tym odcinku zachowaną historyczną nawierzchnię z kocich łbów oraz granitowej kostki brukowej z XIX wieku.

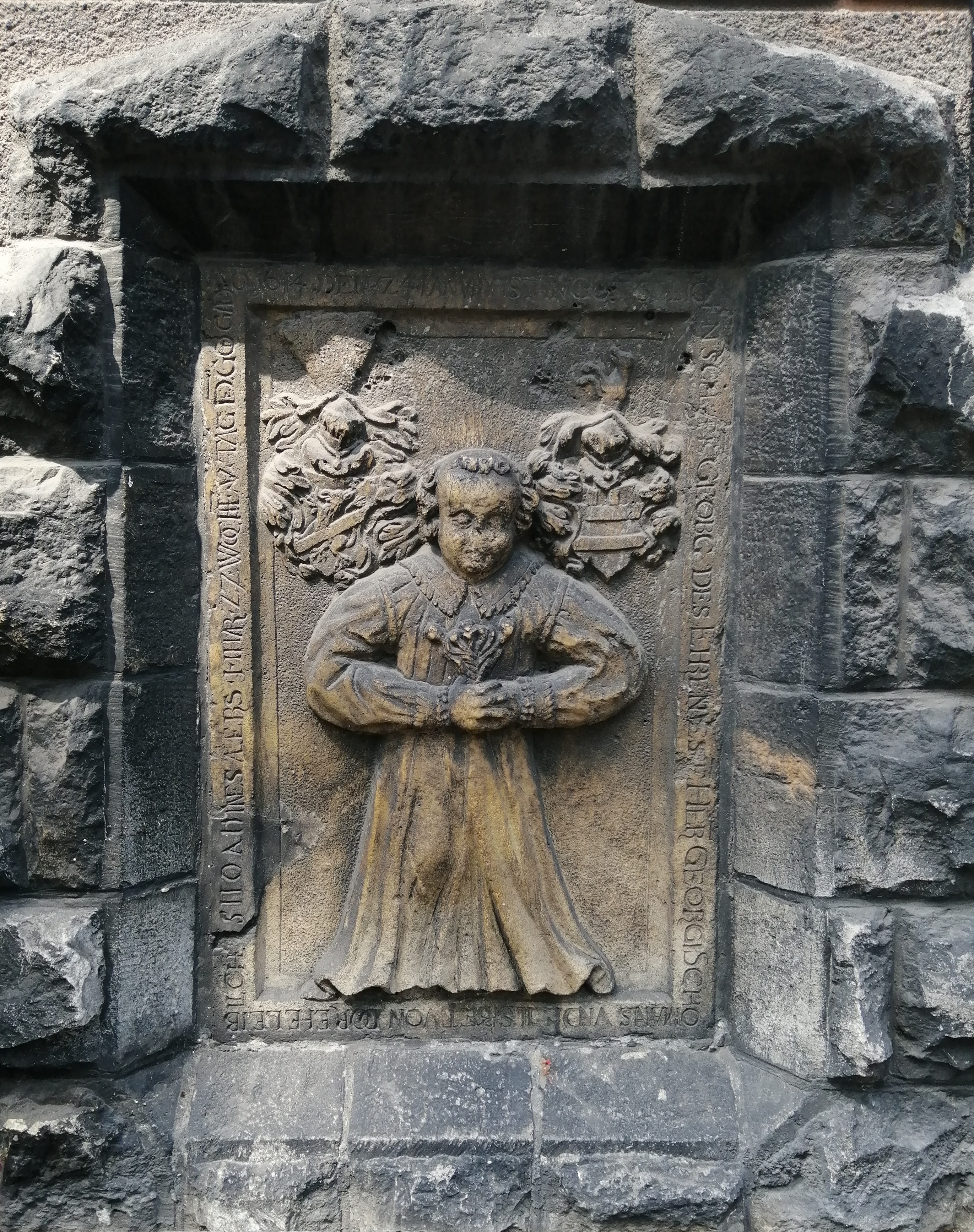
Płyta nagrobna Georga Schomanna z 1614 roku wbudowana w elewację kamienicy przy ul. Gliwickiej 27

W gminnej ewidencji zabytków figurują inne kamienice znajdujące się w ścisłym centrum miasta przy ul. Gliwickiej, m.in. pod numerami 7, 8, 10, 13, 17, 19, 21, 27 i 33 . Były one budowane w okresie od XVII wieku (w przypadku kamienicy przy ul. Gliwickiej 7) aż do początku XX wieku (np. wybudowana w 1924 roku kamienica Jana Nowaka, tarnogórskiego kronikarza i działacza narodowego, przy ul. Gliwickiej 13) . W elewacji wzniesionej w 1914 roku kamienicy przy ul. Gliwickiej 27 wmurowana jest renesansowa płyta nagrobna dziecka – zmarłego w 1614 roku Georga Schomanna. Przedstawia ona postać dziecięcą w długiej sukience, z rękoma trzymającymi bukiecik kwiatków złożonymi na piersi. Najprawdopodobniej została ona przypadkowo zakopana podczas któregoś z remontów kościoła, a znaleziono ją podczas kopania fundamentów nowej kamienicy.
Obiektami wpisanymi do gminnej ewidencji zabytków znajdującymi się w bezpośrednim sąsiedztwie kościoła św. Apostołów Piotra i Pawła są :
- krzyż drewniany w ścianie kościoła,
- krzyż misyjny przy kościele,
- XIX-wieczny krzyż kamienny na postumencie,
- dom parafialny (plebania) z 1873 roku – ul. Gliwicka 14,
- pochodząca z I połowy XX wieku figura na postumencie stojąca przed plebanią,
- dawna wikarówka z 1818 roku – ul. Gliwicka 16,
- dawna szkoła parafialna – ul. Gliwicka 18,

natomiast w przypadku kościoła św. Anny w gminnej ewidencji figurują: krzyż misyjny z 1985 roku stojący przy kościele oraz otaczający świątynię cmentarz .

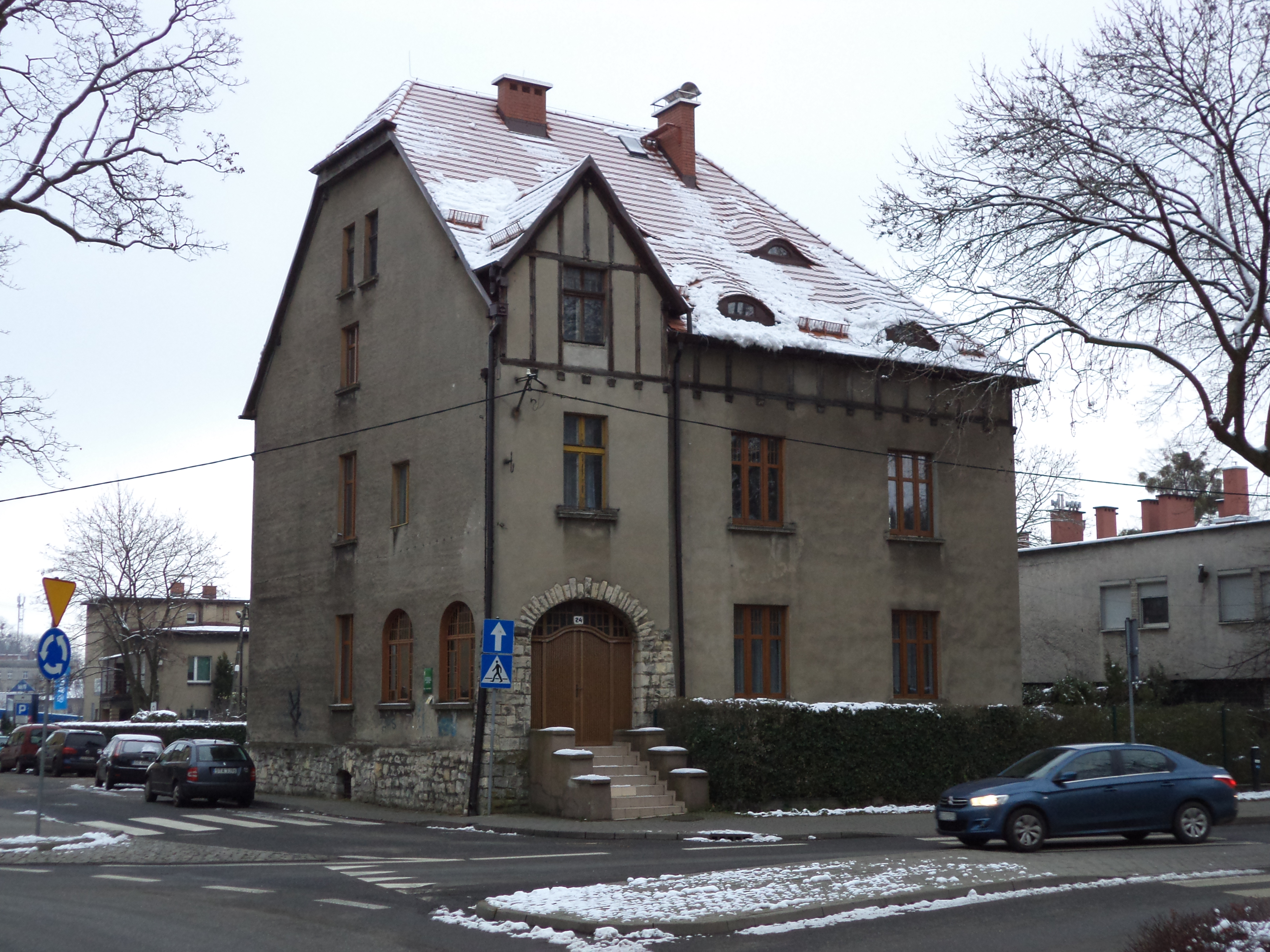
Willa Piestraka przy ul. Gliwickiej 24

Innymi obiektami znajdującymi się w tej ewidencji są :
- dom opieki sióstr boromeuszek (dawny przytułek) przy ul. Gliwickiej 22,
- budynek dawnej szkoły górniczej przy ul. Gliwickiej 25,
- dwie wille miejskie – Willa Piestraka z początku XX wieku (ul. Gliwicka 24) i willa z 1925 roku (ul. Gliwicka 32),
- budynki mieszkalne z początku XX wieku znajdujące się na terenie dzielnicy Repty Śląskie – przy ul. Gliwickiej 228, 229, 234, 244, 255 i 257,
- schron polowy według instrukcji saperskiej z 1939 roku – jest on elementem tzw. pozycji „Tarnowskie Góry” i znajduje się w zadrzewieniu śródpolnym za cmentarzem św. Anny[69] ,
- krzyże przydrożne:
  - krzyż kamienny na postumencie z początku XIX wieku – przy ul. Gliwickiej 57,
  - krzyż napoleoński z 1807 roku[70]  – u zbiegu ulicy Gliwickiej i Jaworowej,
  - krzyż z 1871 roku – u zbiegu ulicy Gliwickiej i Długiej,
  - pomnik z wyrytym krzyżem upamiętniający wypadek samochodowy, do którego doszło 24 kwietnia 1909 roku na obecnej ul. Gliwickiej w Reptach Nowych, w wyniku którego zginął hrabia Gustaw Ballestrem[71]  – przy ul. Gliwickiej 252,
  - krzyż pamiątkowy powstańców śląskich ustawiony po 1921 roku – u zbiegu ulicy Gliwickiej i Niemcewicza,
  - krzyż przydrożny z ok. 1950 roku – u zbiegu ulicy Gliwickiej i Żeromskiego.

Jednocześnie u zbiegu ulic Gliwickiej i Kamiennej znajduje się hałda szybu „Pomoc Szczęściu” (niem. Glückhilf-Schacht) Sztolni Głębokiej Fryderyk o głębokości 67 metrów, który jest jednym z dwudziestu ośmiu obiektów wpisanych na Listę światowego dziedzictwa UNESCO pod wspólną nazwą Kopalnia rud ołowiu, srebra i cynku wraz z systemem gospodarowania wodami podziemnymi w Tarnowskich Górach. Sama sztolnia rozgałęzia się w tym miejscu na dwa chodniki, w związku z czym przebiega pod ulicą Gliwicką w dwóch miejscach.

## Komunikacja

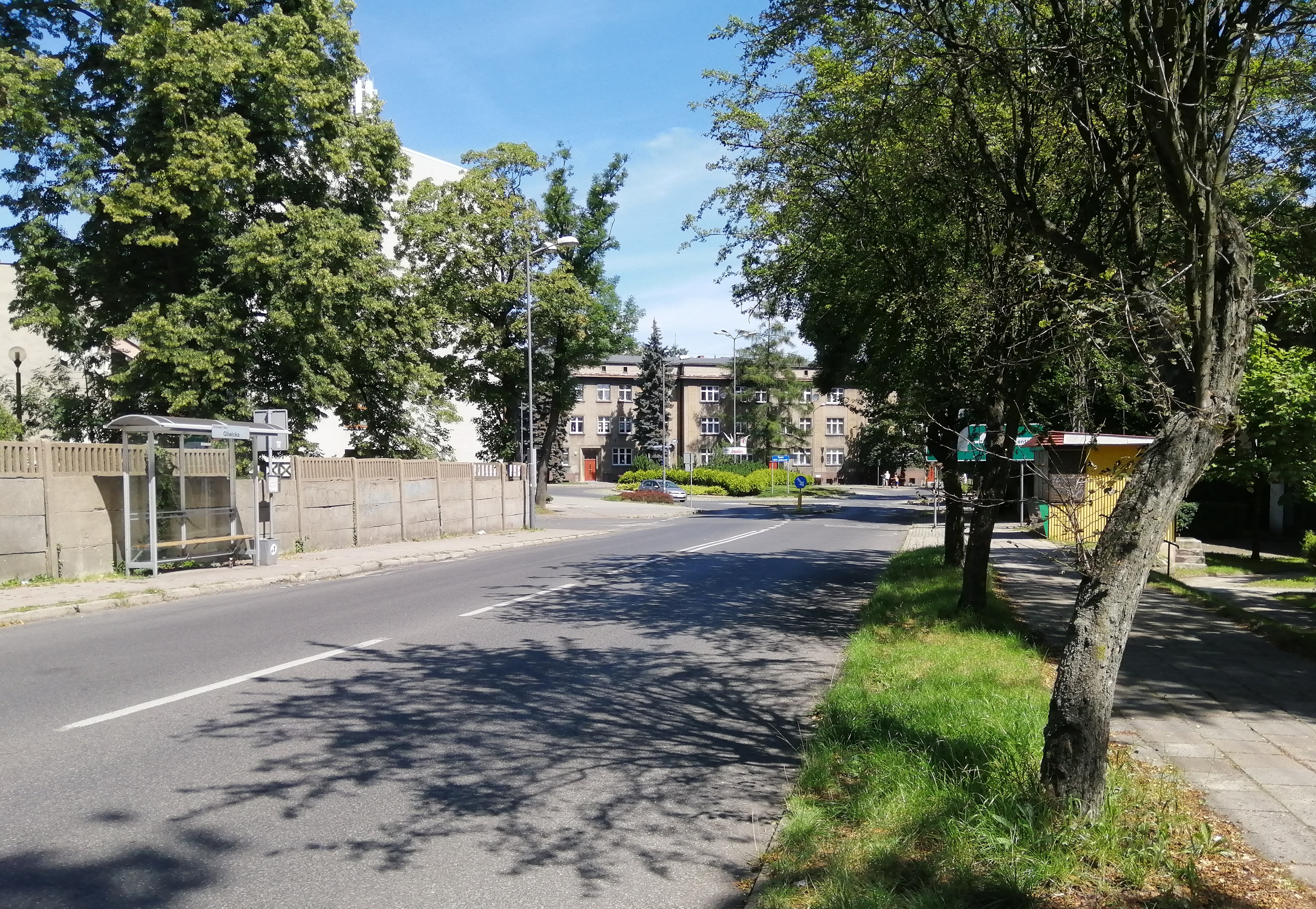
Ulica Gliwicka na wysokości przystanku Tarnowskie Góry Gliwicka (widoczny po lewej)

Według stanu z marca 2024 roku ulicą Gliwicką kursują autobusy organizowane przez Zarząd Transportu Metropolitalnego , obsługujące następujące linie:
- M14 (Gliwice Centrum Przesiadkowe – Tarnowskie Góry Dworzec – Pyrzowice Port Lotniczy (Katowice Airport) – Siedliska Cargo),
- 83 (Tarnowskie Góry Dworzec – Zabrze Goethego),
- 112 (Tarnowskie Góry Dworzec – Gliwice Centrum Przesiadkowe),
- 135 (Bytom Dworzec – Stare Tarnowice GCR),
- 142 (Tarnowskie Góry Dworzec – Strzybnica Kościelna),
- 289 (Tarnowskie Góry Dworzec – Repty Śląskie Witosa),
- 735 (Bytom Dworzec – Tarnowskie Góry Dworzec),
- 749 (Tarnowskie Góry Plac Zembali – Stare Tarnowice GCR).

Przy ulicy zlokalizowane są przystanki autobusowe Tarnowskie Góry Gliwicka, Tarnowskie Góry Kolonia Staszica, Tarnowskie Góry Torowa, Repty Śląskie Długa oraz Repty Śląskie Skowronków.

## Mieszkalnictwo
Według danych Urzędu Stanu Cywilnego na dzień 31 grudnia 2022 roku przy ulicy Gliwickiej zameldowanych na pobyt stały było 579 osób.